# 苏蔓
苏蔓（1914年7月-1942年7月12日），原名苏裕源 ，曾化名黄维、裴济、亚宋，生于广西苍梧县多贤乡（现夏郢镇凤凰村）。
1930年毕业于苍梧中学。考入广东省立工业专科学校（后改组为勷勤大学的工学院）。